# Río Darro
El río Darro es un corto río español que transcurre íntegramente por la provincia de Granada, en la comunidad autónoma de Andalucía. Es afluente del río Genil, que a su vez lo es del Guadalquivir, perteneciendo por tanto a las cuencas hidrográficas de estos ríos.
Este río no tiene ninguna relación con el municipio de Darro, en la comarca de Guadix, a pesar de compartir provincia y topónimo.

## Nacimiento y curso
Nace en pleno parque natural de la Sierra de Huétor (Huétor Santillán), aunque los dos manantiales originales que suministran agua al río, la Cala de los Mármoles, que daba vida al nacimiento, y la Fuente la Teja en la actualidad suelen estar secos, por lo que su nacimiento principal emana frente a ella un poco más abajo, dentro de la zona conocida como Fuente la Teja, en la sierra de la Alfaguara, y por ello se continúa diciendo que el agua proviene de dicha fuente, ya que su nombre procede de la teja que tiene encima del manantial.
Aguas abajo se le unen tres afluentes destacables por su margen izquierda, siendo el primero de ellos el río del Colmenar, también conocido como arroyo de Carchite, que rodea por el sur la población de Huétor Santillán y se une al río Darro antes de su salida del término municipal de dicho pueblo. Después, ya en el término municipal de Granada capital, y cerca del Cortijo de Cortes, se une su principal afluente, el río Beas, que tiene su nacimiento en Beas de Granada, y por último, poco antes de la hacienda de Jesús del Valle, se une el arroyo de Belén.
Por su margen derecha, el único afluente destacable es el arroyo procedente de la pedanía granadina de El Fargue, que se forma con la unión del barranco de la Ermita y el barranco de las Carabelas. Este arroyo se une al río Darro ya en Granada capital, a la altura del barrio del Sacromonte.
El tramo final del río Darro transcurre ya en la ciudad de Granada, donde bordea el paseo de los Tristes y la Carrera del Darro, y finalmente fluye embovedado hasta su desembocadura en el río Genil.
Es un río pequeño y corto (longitud de 16 km), pero de caudal bastante constante, manteniendo su nivel medio incluso en épocas de gran sequía. Hasta 1990 podían encontrarse cangrejos y truchas en este río, pero se extinguieron casi por completo a mediados de esa década debido a la gran sequía que asoló España en esos años. Sin embargo, en los últimos años de la segunda década del siglo XXI han sido vistas nuevamente las truchas incluso a su paso por el núcleo urbano de la ciudad de Granada, lo que denota la recuperación de la calidad de estas aguas.
En las inmediaciones de la confluencia con su afluente del Arroyo de Belén existe al menos desde el siglo XIII un azud del que toma sus aguas la Acequia Real de la Alhambra, que abastece al conjunto monumental de la Alhambra y el Generalife, y surte de agua a sus estanques y fuentes. No obstante, la captación de aguas de este río se cree que se remonta al menos a época romana, ya que existen evidencias por encima del barrio granadino de la Lancha del Genil de que los romanos extrajeron oro por el procedimiento de ruina montium (deshaciendo la montaña mediante la inyección de agua a presión por pequeñas galerías y huecos) con agua procedente tanto del río Darro (y de su afluente el río Beas) como del río Aguas Blancas.

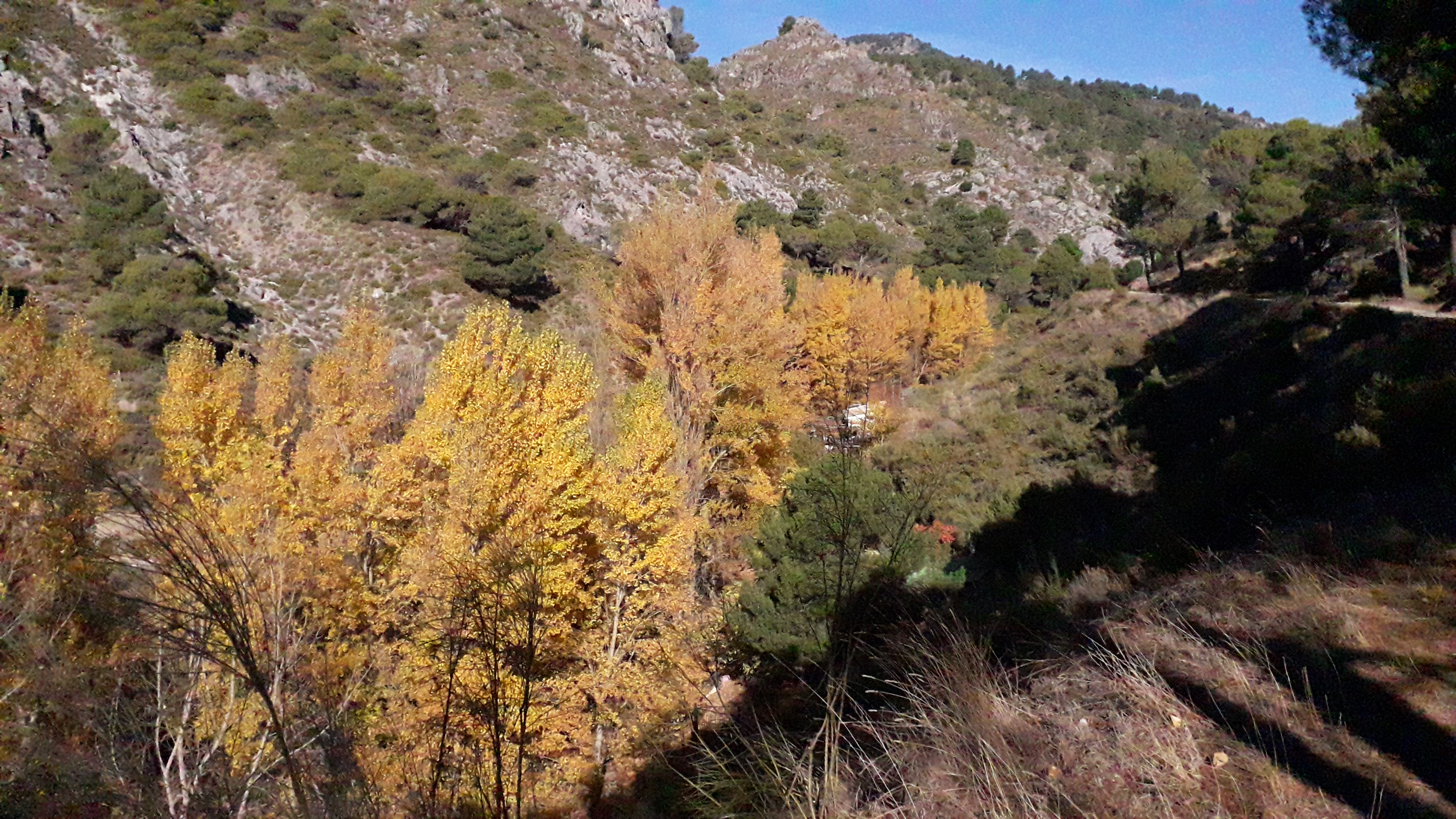
Bosque de ribera junto al río Darro

 Ana de San Jerónimo dejó escrito: "el abrazo de estos ríos (el Darro y el Genil),		
en dulces de cristal amantes lazos,		
me representa viva y tristemente		
los que un tiempo formaron muchos brazos...".

## Toponimia
El nombre del río se relaciona con la existencia de oro en su cauce, y así lo recogía ya Francisco Bermúdez de Pedraza, en el año 1608: "Los latinos lo llamaron Dauro, derivado de Dat Aurum, porque «da oro» como afirma Lucio Marineo". Hasta mediados del siglo XX se podía encontrar gente, enfrente del cortijo de Jesús del Valle, cribando y lavando las legendarias arenas del río en busca de oro, actividad que se inició hacia 1850. Desde su nacimiento y a lo largo de las orillas del río existían mojones de piedra cada kilómetro, marcados con la palabra Darro y el kilómetro recorrido en número, conservándose todavía algunos a lo largo del camino de su vereda.
Los árabes cambiaron el nombre llamándole Harat Darro o Hadarro, antes se le denominaba Alcolzon según Reinhart Dozy citando al antiguo geógrafo árabe Yucut. Después de la conquista definitiva de la ciudad por los soberanos de la Corona de Castilla, durante el siglo XVI es renombrado con el nombre romano Darro. El término darro, entre la ciudadanía granadina se usa como sinónimo de conducto de aguas fecales, debido a una acequia de ese nombre que desde tiempos nazaríes servía para tal fin.

## Su paso por Granada capital

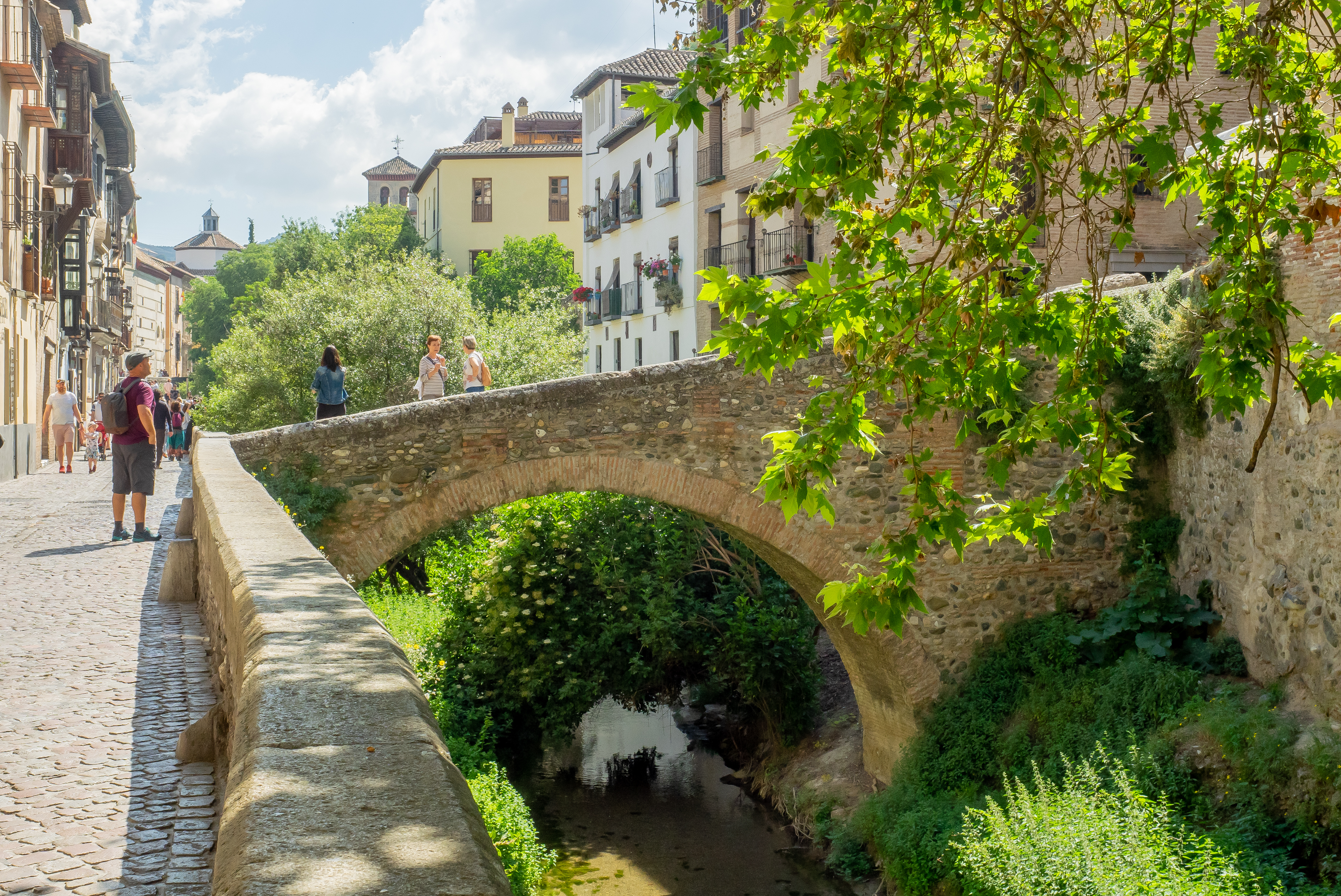
Puente de Cabrera.

El río Darro fue el elemento vertebrador de la Granada musulmana, ya que es el río que suministra agua a los palacios y jardines de la Alhambra y al conjunto del Generalife a través de un sistema de acueductos llamado acequia Real. También da nombre a dos calles de la ciudad de Granada: la Carrera del Darro y la Acera del Darro.
En su tramo final transcurre por un pintoresco valle cerrado que recorre el famoso paseo de los Tristes, dividiendo a la ciudad en dos partes: en el lado derecho se encuentra el barrio del Albaicín y el de San Lorenzo, y en la orilla izquierda se encuentra la Alhambra, el Generalife y los arrabales de la Churra y de la Antequeruela que descansan en la falda del cerro de la Alhambra. Finalmente, se desliza bajo tierra de forma artificial desde 1835 a partir de la plaza de Santa Ana, junto a la iglesia del mismo nombre, debido al embovedado que se hizo en el siglo XIX como consecuencia de las políticas higienistas y urbanísticas de la época. 

### Embovedado

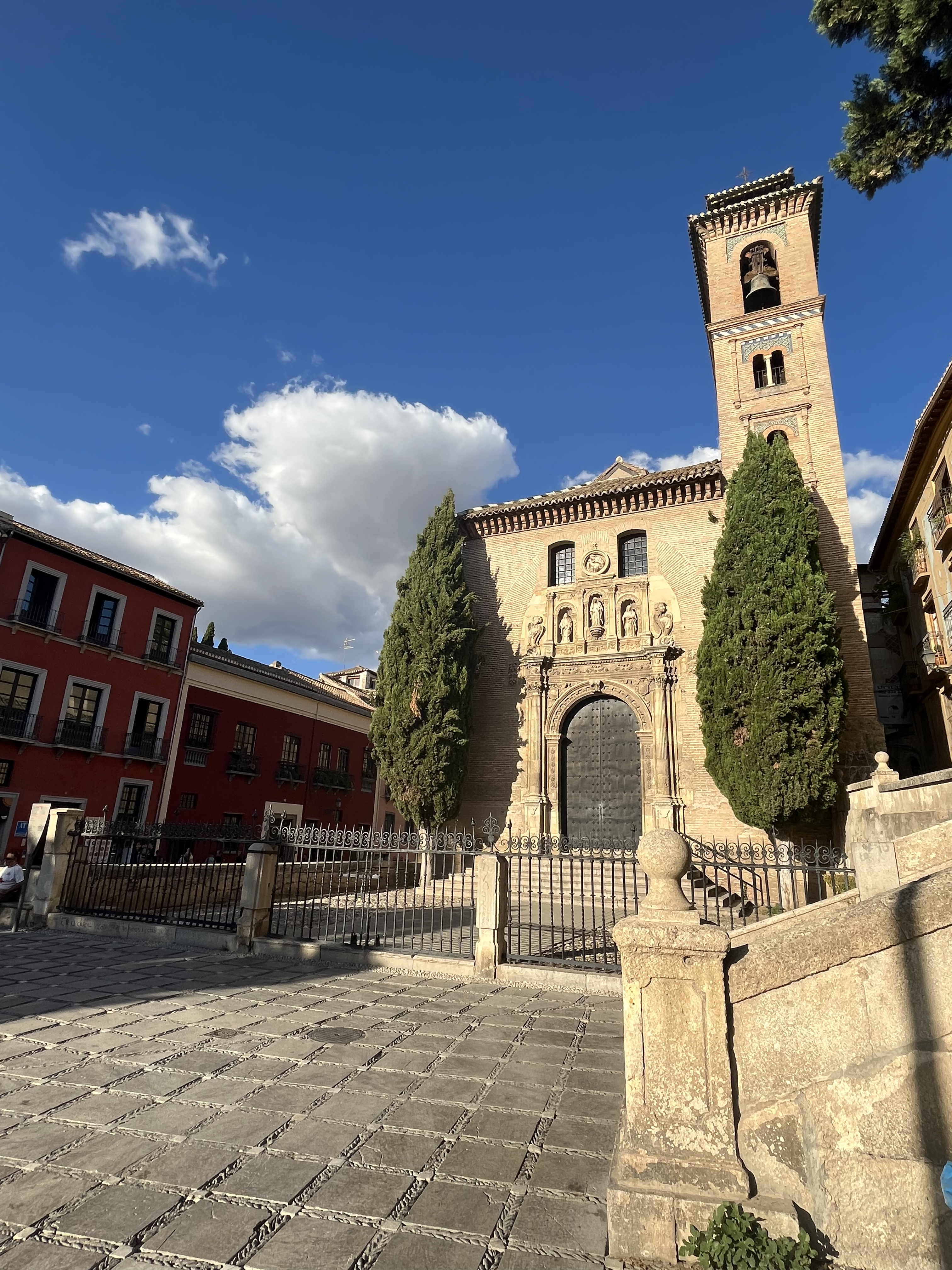
El embovedado comienza junto a la iglesia de San Gil y Santa Ana. En la foto, a la izquierda de la iglesia.

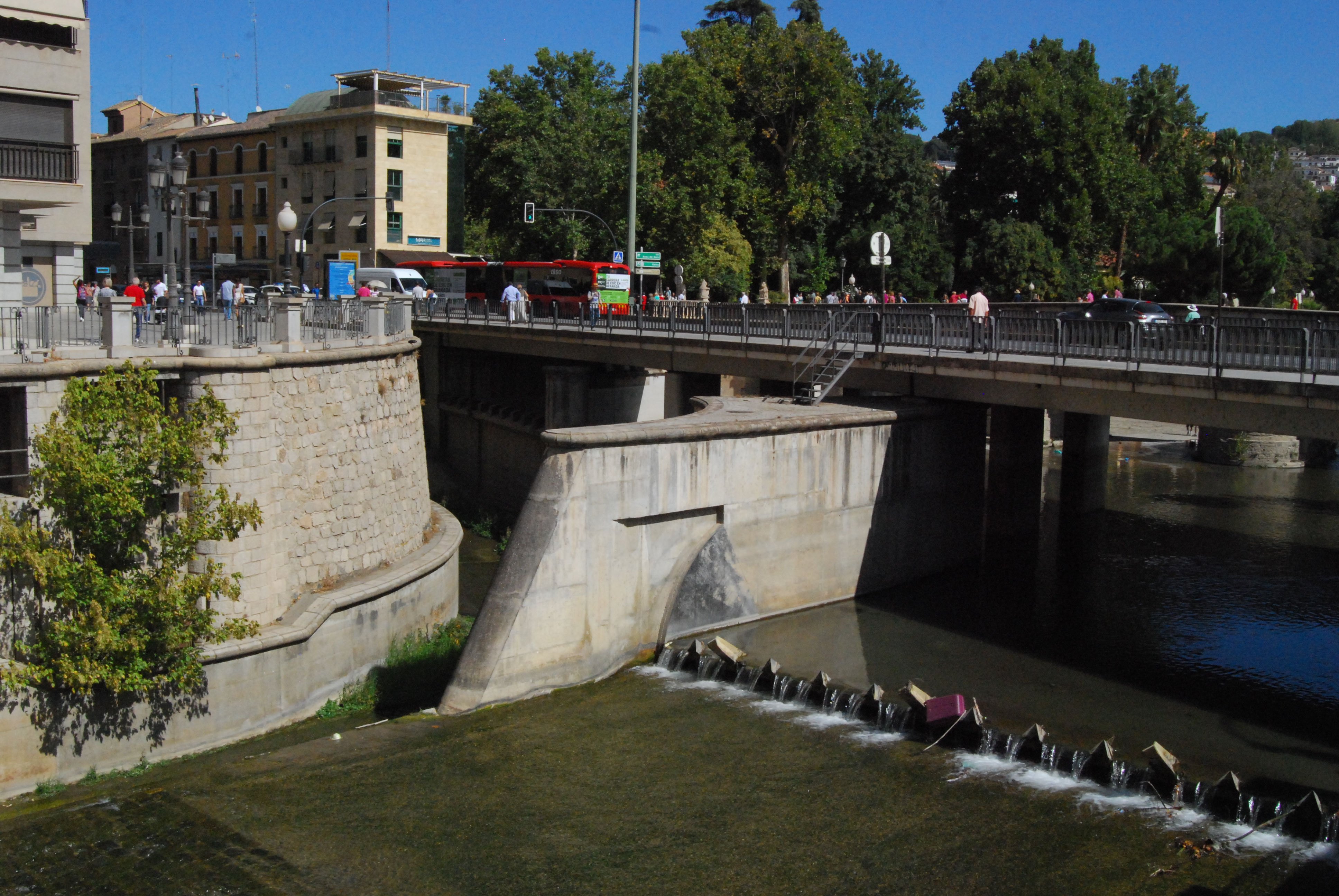
Desembocadura del Darro en el Genil, junto a los puentes Blanco y Romano, vista desde el paseo del Violón.

Tras discurrir escondido a partir de la iglesia de San Gil y Santa Ana se encamina bajo  plaza Nueva y acariciando su soterrada orilla izquierda la plaza de Isabel la Católica continua bajo la calle de Reyes Católicos, Puerta Real y la Acera del Darro. Desemboca finalmente en el río Genil, afluente del río Guadalquivir, tras pasar el Genil el paseo del Salón, junto al lado derecho de los puentes sobre el río Genil conocidos como  Puente Genil o Romano y puente Blanco.
El río atraviesa el municipio y la ciudad de noreste a suroeste, y el tramo del río que discurre a cielo abierto desde el puente del Aljibillo (puente de la Cisterna) hasta el inicio del embovedo en la iglesia de San Gil y Santa Ana es de 653 metros. El cauce final soterrado que cruza el centro de la ciudad tiene una longitud de 1267 metros.

## Puentes
Actualmente se conservan cuatro puentes peatonales de los catorce que llegó a soportar el río en su devenir histórico en su paso por la ciudad, siendo de origen musulmán el puente del Aljibillo o puente de los Labradores o del Rey Chico o de Ibn Rasiq (qantarat al-Harratin o al-Harracín) y el puente de las Chirimías (puente de los Gaiteros) o puente del Monte del Piedad (qantarat Inb-Raxiq o puente de Raxiq), que fue reconstruido en 1882; y de origen cristiano el puente de Espinosa (siglo XVI) y el puente de Cabrera (siglo XVI).
De los diez puentes desaparecidos eran de construcción musulmana: el puente de los Tableros o de los Panaderos y también mal denominado puente del Cadí (qantarat al-Qaid Ibn Tauba), el puente de Santa Ana (o puente del Cadí, qantarat al-hayyamin), el puente de los Barberos, que es la traducción del nombre árabe (Alcántara Alhachimin) o de los Alhajanes (qantarat al-Hagimin, y comunicaba la Aljama Almanzora con el Albayzín), el puente del Baño de la Corona o de los Leñadores (qantarat al-Hattabin o qantarat al-Hamman al-Tix llamado el puente del Hamman Al-Tay (Tix) por la cercanía del Hamman al-Tix, baño ubicado en la orilla izquierda muy cerca del puente, que posteriormente sería destruido y ampliada la zona como plaza (de los Cuchilleros actual). También el puente de San Francisco o de la Gallinería y de los Sastres y de los Zapateros (Qantarat al-Qarraqim o al-Gharrazín), el puente de lo Justo (qantarat al-Aadit), el puente Nuevo (al-qantara al-yadída, 'Alcántara Gidida') o del Carbón y el puente del Álamo o de los Curtidores (qantarat al-Dabbayin) que unía el arrabal de Bib-al-Rambla con la actual plaza del Carmen.
De origen netamente cristiano los también desaparecidos puente de la Paja, del Rastro o de las Comedias (desaparecido al estar situado encima Puerta Real), el puente de Castañeda y el puente de la Virgen.

## Flora y fauna
En la cuenca de los ríos Darro y Beas, al igual que en la vecina cuenca del río Aguas Blancas, predomina el pastizal matorral, que está formado principalmente por plantas aromáticas, así como algunas pequeñas encinas, enebros y sabinas. También hay destacables masas de bosque, donde predominan las coníferas, sobre todo de pino pinaster y halepensis. Los cultivos predominantes son el cereal y el arbolado de secano, como almendros y olivos, y también algunos viñedos y huertas.